# Dicranomyia acerba
Dicranomyia acerba är en tvåvingeart som först beskrevs av Alexander 1943.  Dicranomyia acerba ingår i släktet Dicranomyia och familjen småharkrankar. Inga underarter finns listade i Catalogue of Life.